# Villa Mansi
Villa Mansi è una delle più famose ville lucchesi. Si trova in località Segromigno in Monte (via delle Selvette 242), una frazione di Capannori in provincia di Lucca.
La villa presenta una bella facciata in stile manierista, sottolineata dalla veduta libera del grande prato antistante la villa.

## Storia e architettura esterna
Esiste una documentazione molto ricca della storia della villa: costruita dalla famiglia Benedetti fu venduta ai Cenami nel 1599. L'antica villa era un edificio a pianta rettangolare molto semplice, con un salone centrale sul quale si affacciavano le altre stanze, mentre attorno all'edificio si stendevano terreni agricoli, orti e semplici giardini.
Dal 1634 l'architetto urbinate Muzio Oddi (già impegnato nella fortificazione delle ultime Mura di Lucca), ristrutturò la villa e il parco in stile barocco francese, su richiesta dell'abate Paolo Cenami che viveva a Parigi.
L'edificio principale venne ingrandito verso valle e fu costruita una facciata monumentale, con un portico rialzato al quale si accede da due rampe di scale, sopra il quale è presente un'altana. Ai lati due ali più basse sottolineano lo slancio della parte centrale. Notevole è l'effetto bicromatico tra il grigio della pietra nelle parti strutturali e l'intonaco bianco-ocra, il tutto decorato da numerose statue, stemmi e cornici.
Nel 1675 la villa fu acquistata da Ottavio Mansi e nel 1742 venne decorata con la balaustra nella parte superiore della villa, con statue sul tetto. La facciata a monte invece venne sistemata nell'Ottocento, sopraelevandola di un piano e decorandola con un trofeo d'armi a bassorilievo sopra il portale. Attraverso Laura Mansi (n. 1927) la villa è appartenuta alla famiglia Salom, di origini veneziane, e successivamente acquistata da altri proprietari nel 2008/2009.

## L'interno
All'interno le sale rispecchiano il gusto barocco dei decoratori, con una ricca profusione di dorature e grottesche. Il salone centrale fu decorato dal lucchese Stefano Tofanelli, che dipinse grandi tele con soggetti mitologici.

## Il parco
Il parco risale essenzialmente a due fasi: l'intervento di Filippo Juvarra nel Settecento, che eliminò il classico giardino geometrico all'italiana e le terrazze in favore di un pendio, e il periodo ottocentesco quando fu deciso di creare un parco all'inglese.
Lo Juvarra realizzò anche il pregevole sistema idrico che permetteva i giochi d'acqua, e molti effetti scenografici, oggi in larga parte perduti o stravolti: di quel periodo rococò rimane solo il Bagno di Diana (un ninfeo realizzato con il tufo) e la grande peschiera.
Nella parte est rimane una grande vasca asimmetrica e viali a stella. La palazzina dell'orologio risale invece all'Ottocento ed è una tipica frivolezza in stile neogotico. Sono andati invece perduti gli edifici simmetrici delle limonaie e le quinte di siepi che tramite adattamenti prospettici evidenziavano con sofisticatezza la facciata della villa.
Delle specie vegetali risalenti all'antico impianto secentesco si sono conservati fino ad oggi alcuni notevoli esemplari di querce e tassi, nonché alcuni tratti di siepi di alloro e bosso tagliate a formare "pareti vegetali" che originariamente perimetravano i giardini e facevano da guida alle prospettive. L'essenze esotiche quali, l'albero del tulipano, il cedro dell'Atlante, l'abete rosso, la douglasia, introdotte nel XIX secolo, sono diventate oggi alberi maestosi che conferiscono un sapore romantico al vasto prato erboso lievemente in declivio di fronte alla resistenza. Sul fianco ovest assai rilevante è la presenza di un camelieto.
Un'esedra fa da sfondo alla statua della peschiera sul retro della villa. Sul fianco est della residenza una nota spiccatamente esotica è data da un vialetto di palme e da un fitto bosco di bambù che ombreggia la grotta di gusto barocco dalla quale scaturisce l'acqua che scorre poi in forma di ruscello costeggiando le scuderie.

## Leggenda

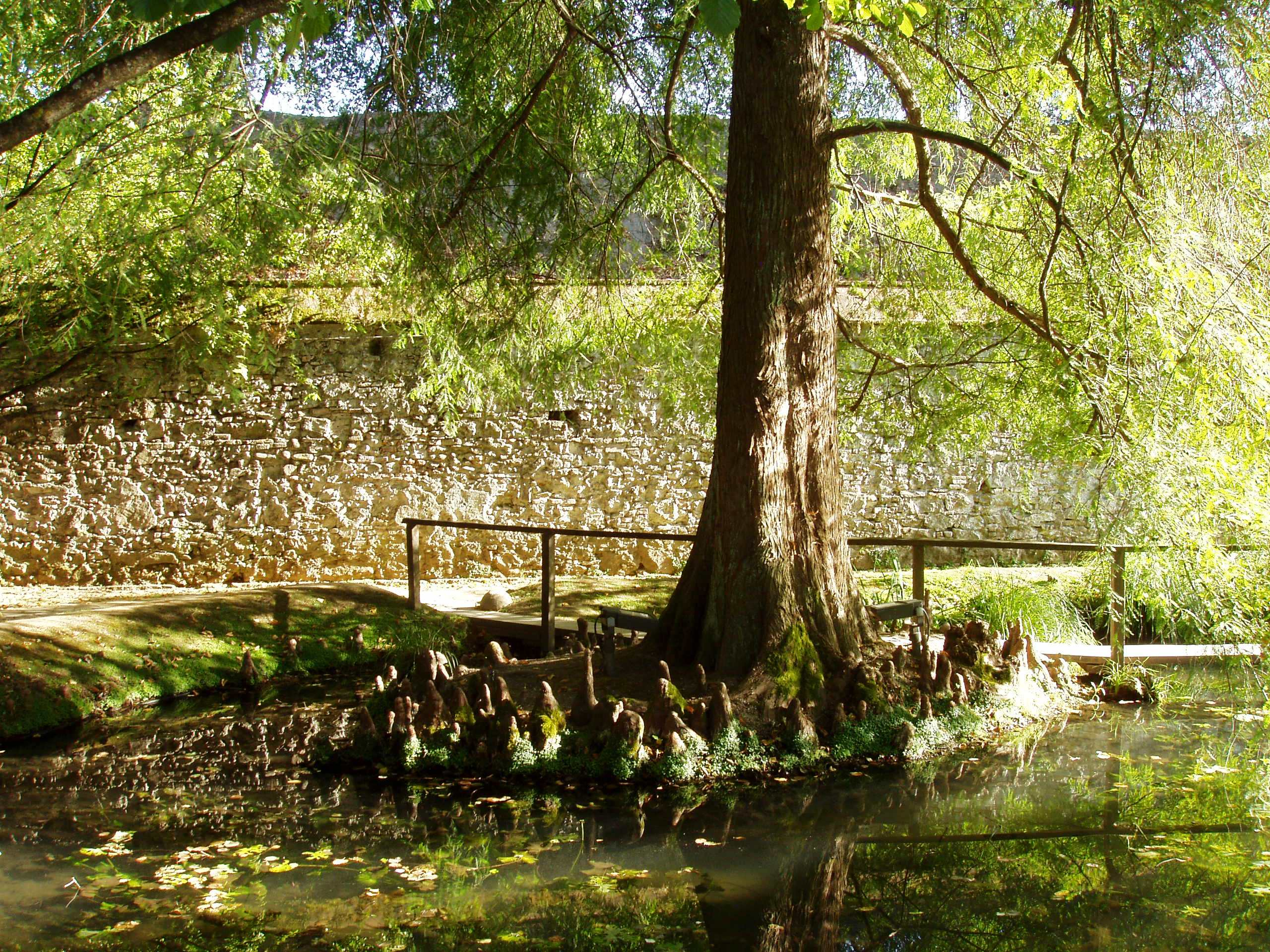
Il lago nel quale si gettò la carrozza infuocata di Lucida Mansi, nell'Orto botanico comunale di Lucca

Attorno alla figura di Lucida Samminiati-Mansi, sposa di Gasparre Mansi e morta forse di peste nel 1649, sono state tramandate alcune leggende, tra le quali quella di un patto con il diavolo al quale la giovane cedette la sua anima in cambio della giovinezza per trent'anni. Al termine di questo periodo Lucida fu caricata dal Diavolo su una carrozza infuocata e, una volta percorse le mura di Lucca, fu gettata nelle acque del laghetto dell'Orto botanico.